# 中国驻蒙特利尔总领事列表
本列表为中华人民共和国驻加拿大蒙特利尔总领事馆历任总领事名录。

## 历任中华人民共和国驻蒙特利尔总领事

### 中华人民共和国驻蒙特利尔总领事（2011年至今）
2010年3月22日，中加两国达成协议，中华人民共和国在蒙特利尔设置总领事馆。2011年6月22日，驻蒙特利尔总领事馆正式开馆。
| 姓名   | 任命 | 到任          | 递交任命书 | 免职 | 离任       | 领事职务 | 备注 | 备注 |
| ------ | ---- | ------------- | ---------- | ---- | ---------- | -------- | ---- | ---- |
| 赵江平 |      | 2011年4月27日 |            |      | 2015年12月 | 总领事   |      |      |
| 彭惊涛 |      | 2016年1月26日 |            |      | 2018年2月  | 总领事   |      |      |
| 陈学明 |      | 2018年7月13日 |            |      | 2022年9月  | 总领事   |      |      |
| 戴玉明 |      | 2022年12月2日 |            | 现任 |            | 总领事   |      |      |